# Rensentheater
Het Rensentheater is een theaterzaal in het Rensenpark in Emmen.
Met slechts 43 zitplaatsen is het een van de kleinste theaters van Nederland.
Er waren na de oprichting van het Rensenpark in 2016 al plannen er een theater te vestigen. De eerste locatie die men op het oog had, was de voormalige olifantenstal van het Dierenpark Emmen. Echter eind 2020 werd beslist dat de locatie het voormalige Stadstheater naast de kinderboerderij zou worden, waarna het Rensentheater werd geopend op 12 december 2020.
In de tijd dat het gebouw nog naast de oude kinderboerderij van Dierenpark Emmen gevestigd was, werden er al kindervoorstellingen gegeven.
Het Rensentheater kwam landelijk in het nieuws toen het één minuut na middernacht als eerste theater open ging na de versoepelingen van de coronamaatregelen op 5 juni 2021.